# Waltraud Meißner
Waltraud Meißner (* 16. April 1940 in Waldleiningen) ist Pfälzer Mundartdichterin, Buchautorin und oftmalige Preisträgerin bei Mundartwettbewerben.

## Leben
Waltraud Meißner wurde im zentralen Pfälzerwald geboren, wuchs aber weiter südlich im Dahner Felsenland auf, von dessen südpfälzischem Idiom ihre Sprache nachhaltig geprägt wurde. Obwohl sie seit Mitte der 1960er Jahre in der vorderpfälzischen Kreisstadt Bad Dürkheim lebt, hat sie von der dortigen Mundart relativ wenig angenommen.

## Werke
Bislang hat Waltraud Meißner sieben Mundartbücher – alle im Selbstverlag – veröffentlicht:
- Die Babbelschnut, 1988
- Die Rockschees, 1990
- Die Rotznas, 1992
- Pälzer Philosovieh, 1995
- Pälzer Poe-sie un er, 1998
- De(r) Mensch – des Mensch, 2000
- Derkemer Speedläs, 2005
- Äänzich, 2013

## Auszeichnungen
Waltraud Meißner hat Preise bei diversen Pfälzer Mundartwettbewerben gewonnen – in Bockenheim, Dannstadt, Gonbach und Herschberg.